# Black Gold (Soul Asylum)
Black Gold è un singolo del gruppo musicale statunitense Soul Asylum, pubblicato nel gennaio 1993 come secondo estratto dal sesto album in studio Grave Dancers Union.
Dal singolo prese nome l'album di raccolta Black Gold: The Best of Soul Asylum del 2000.